# Димов, Вергил
Вергил Димов Вергилов (7 ноября 1901, село Аязлар (ныне Светлен) — 1 декабря 1979, София) — болгарский политик, деятель Болгарского земеледельческого народного союза (БЗНС) .

## Биография
Родился в семье беженцев из Беломорской Тракии. Был исключён из гимназии в Шумене, окончил гимназию в Попово, после чего поступил в Софийский университет. В 1920 году вступил в БЗНС, в 1923—1924 годах — секретарь Земледельческого молодёжного союза и редактор газеты «Младежко земеделско знаме». Из-за политических преследований со стороны правительства Александра Цанкова был вынужден эмигрировать в Югославию, а затем в Чехословакию, где окончил в 1926 году Высшую кооперативную школу в Праге. В том же году после объявления амнистии вернулся в Болгарию, в 1929 окончил юридический факультет Софийского университета. Занимался адвокатской практикой, являлся видным функционером БЗНС «Врабча-1» — правого крыла партии: в 1926—1931 годах был главным организатором, в 1931—1932 — секретарём.
В 1931 был избран депутатом 23-го обыкновенного Народного собрания. С 7 сентября 1932 по 19 мая 1934 года — министр общественных работ, дорог и благоустройства в правительстве Николы Мушанова. После переворота 19 мая 1934 года, свергнувшего правительство Мушанова и приведшего к официальному запрету политических партий, Димов стал одним из видных деятелей оппозиыции, выступавшей за восстановление действия Тырновской конституции. Был противником Отечественного фронта, в котором значительную роль играли коммунисты. В августе 1944 года подписал Манифест 13-ти оппозиционных деятелей, выступавших за выход Болгарии из Второй мировой войны. С 2 по 9 сентября 1944 года был министром внутренних дел и народного здравоохранения и управляющим министерством железных дорог, почт и телеграфов в правительстве Константина Муравиева.
После переворота 9 сентября 1944 года был арестован. В 1945 году приговорён так называемым Народным судом к пожизненному заключению — на него, как главу МВД, была возложена ответственность за столкновения между коммунистическими демонстрантами, желавшими свергнуть правительство, и полицией в Софии 6 и 7 сентября 1944 (в 1996 году приговор отменён Верховным судом). Был освобождён в 1955 году, приняв предложение о политическом сотрудничестве с коммунистическими властями. В 1957 году стал членом Верховного совета БЗНС (официально действовавшей в Болгарии партии, признававшей главенство коммунистов). Автор воспоминаний о своём пребывании в заключении, опубликованных в 1990 году.

## Труды
- Родные песни (1921).
- Смысл и задачи городских организаций БЗНС (1928).
- Земледельческие торжества в Златой Праге (1928).